# Елс де Хрун
Елс де Хрун (на нидерландски: Els de Groen-Kouwenhoven, на български неточно предавано и като де Гроен, правилен правопис де Грун) е нидерландска писателка и евродепутатка от групата на зелените. Тя е известна защитничка на правата на ромите в Източна Европа, включително и в България.
Елс де Хрун, която отговаря за България по линия на групата на зелените в Европейския парламент (ЕП), често прави изявления за България, които не се възприемат еднозначно. При един такъв случай през 2006 г. наблюдателят от партия „Атака“ в ЕП Димитър Стоянов влезе в пререкание с евродепутатката в пленарна зала. По-късно тя поиска той да бъде отзован във връзка със скандала с нейната колежка от ромски произход Ливия Ярока.
Елс де Хрун също така обвини българския евронаблюдател от БСП Атанас Папаризов, че на 11 октомври 2006 г. е обидил нейния македонски асистент от ромски произход Мартин Демировски. Папаризов отрече да е отправял обиди към Демировски.
Елс де Хрун често твърди, че България трябва напълно да разкрие архивите на Държавна сигурност.

## Произведения
- Een schat van een zwerver (1975)
- De kinderen van de overkant (1979)
- Weg met die rommel (1982)
- De splijtzwam (1982)
- Een Hollandse Chinees (1985)
- Een handvol piraatjes (1986)
- Op de brandstapel (1987)
- De olifanteruiter (1988)
- Het jaar van het goede kind (1989)
- Van het jongetje dat maar doorgroeide (1990)
- Jeans voor een matrjosjka (1992)
- De dag van het laatste schaap (1993)
- Eigenwijs (1995)
- Tuig (1995)
- De bruidskogel (1999)
- Duizend jaar onderweg (2000)
- Thuisvlucht (2001)
- Witte raven Zwarte schapen (2002)
- Weldoeners, of de liefdadigheidsmaffia (2007)
„Благодетелите или благотворителната мафия“, изд. „Фама“ (2009), прев.
- De bende van Barbra
- Straling, mag het ietsje meer zijn?
- Too early to get along
- Een moeras vol krokodillen (2009)